# Fram-King-Fulda

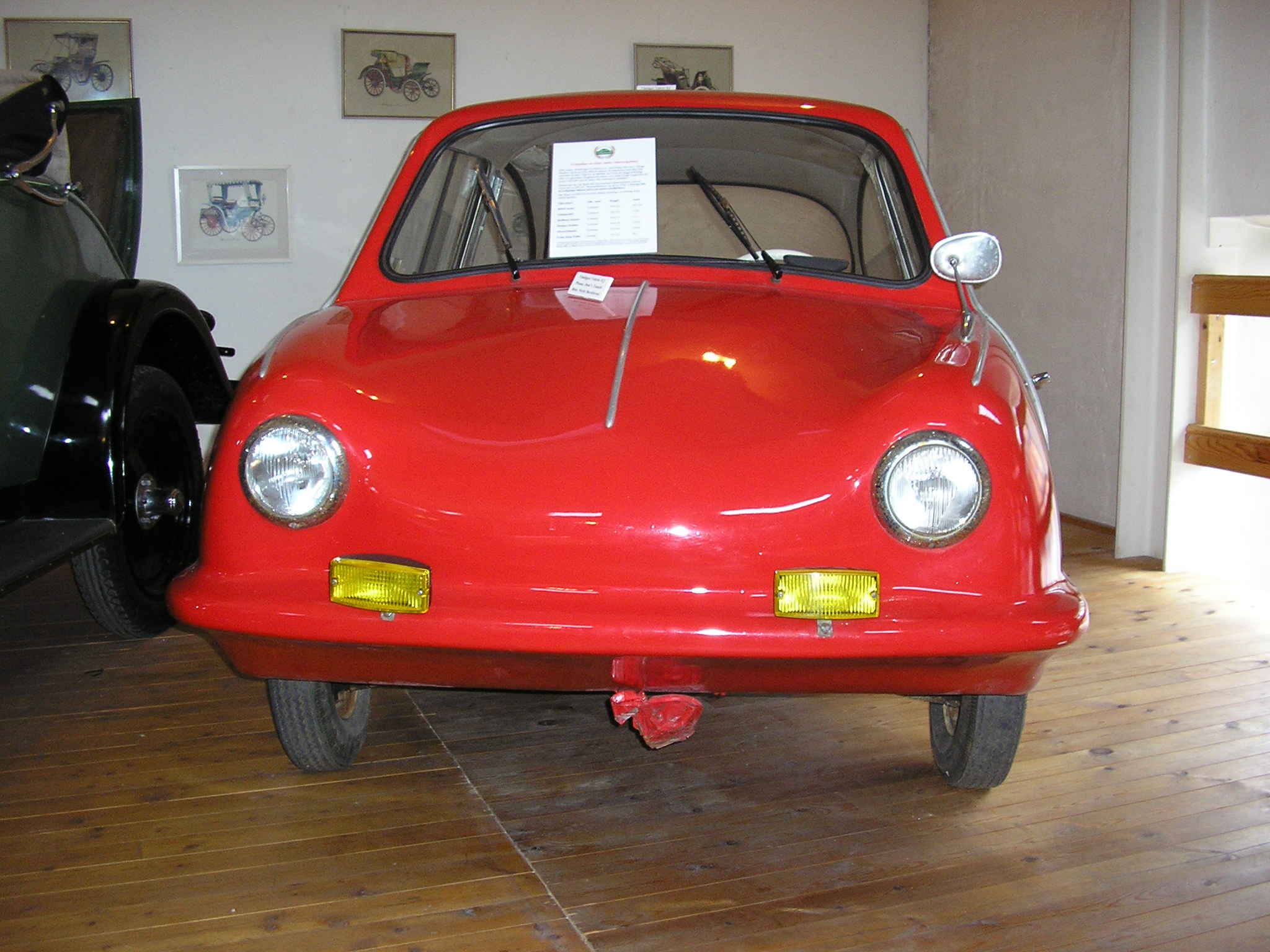
F-K-F 1957

Fram-King-Fulda var en svensktillverkad trehjulig mikrobil, som tillverkades av Fram-King-bolagen i Helsingborg. Tillverkningen gjordes på licens från tyska Fuldamobil. Totalt tillverkades 411 bilar mellan åren 1957 och 1962. 
Den var utrustad med en tvåtaktsmotor på 191 kubikcentimeter och 10 hästkrafter från Sachs. Det var samma motor som användes i mikrobilen Messerschmitt KR 200, fast med lägre utväxling. De första plastkarosserna gjordes på ön Ven i Skåne. Efter att den fabriken eldhärjats flyttades tillverkningen till Roskilde i Danmark. Ramen svetsades på Fram-Kings fabrik i Uppsala. Som mikrobil betraktad var det en förhållandevis stor bil, och fartresurserna blev därför blygsamma. De senare åren såldes den under namnet King. Detta därför att förkortningen för Fram-King-Fulda blev FKF, något som SKF hotat att stämma dem för på grund av likheten.

## Kuriosa angående manövreringen
Bilen hade ingen backväxel. För att vända drivningen och backa fanns en backfunktion vid start av motorn. Genom att trycka in tändningsnyckeln och vrida så aktiverades dynastarten, en kombinerad generator och startmotor, i motsatt riktning för bakåtkörning. Extra brytarspetsar för rätt tändläge vid motrotation, gjorde att motorn kunde köras med samtliga växlar och samma hastigheter bakåt som framåt.